# The Sydney Morning Herald
«Сидней морнинг геральд» (англ. The Sydney Morning Herald переводится как «Сиднейский утренний вестник»), SMH — ежедневная газета в формате таблоида, публикуемая издательством Fairfax Media в Сиднее (Австралия). Основанная в 1831 году с названием Sydney Herald (рус. Сидней геральд), «Сидней морнинг геральд» является одной из старейших непрерывно издаваемых газет Австралии. Газета издаётся по будням и в субботу. Воскресный выпуск газеты называется The Sun-Herald. Приобрести газету можно в торговых точках в Сиднее, Новом Южном Уэльсе, Канберре, Юго-восточном Квинсленде (Брисбен, Голд-Кост и Саншайн-Кост).

## Обзор
«Сидней морнинг геральд» — издание, следующее высоким стандартам журналистики, однако в 2006 году газета подверглась критике по поводу превращения в жёлтую прессу, с повышенным вниманием к слухам, крупными фотографиями и кричащими заголовками.
Газета подвергалась критике за левоцентристские взгляды. Это объяснялось тем, что в газете работают журналисты-левоцентристы, такие как феминистка Адель Горин. В то же время, в газете работают журналисты умеренных взглядов, такие как, например, Питер Хартчер. Кроме того, в газете регулярно публикуются комментарии консерваторов, таких как Пол Шиэн и Питер Райт.
Издательство Fairfax Media публикует различные приложения к газете, в том числе журналы Good Weekend (который включается в субботний выпуск The Age и The Sydney Morning Herald), the(sydney)magazine и его аналог, the(melbourne)magazine, публикуемые в Сиднее и Мельбурне соответственно. Кроме того, публикуется множество других изданий, в том числе кобрендинговых с Fairfax Media, и использующих рекламные онлайн-площадки издательства:
- The Guide (о телевидении) по понедельникам.
- Good Living (о кулинарии и продуктах питания) и Domain (о недвижимости) по вторникам.
- Money (о личных сбережениях) по средам.
- Drive (для автолюбителей), Metro (о развлечениях) по пятницам.
- News Review (обзор новостей), Spectrum (путеводитель по выставкам и развлечениям), Domain, Drive и MyCareer (о трудоустройстве) по субботам.

В соответствии с программой сокращения расходов в 2008 году некоторые издания были переданы сторонним производителям.
Согласно исследованию компании Roy Morgan Research, в период с марта 2010 по март 2011 года, читаемость газеты The Sydney Morning Herald составляла 766 000 раз по будням и 1 014 000 раз по субботам. Бюро аудита тиражей опубликовало сведения о том, что в декабре 2013 года средний тираж газеты по будням составлял 131 737 экземпляров, а по субботам — 228 392 экземпляра. По сравнению с аналогичным периодом прошлого года, тиражи упали на 16 %.
Главным редактором газеты является Даррен Гудсир (англ. Darren Goodsir). Бывшие главные редакторы: Уильям Карнау, Эндрю Гарран, Шон Элмер (англ. Sean Aylmer), Фредерик Уорд, Чарльз Флетчер, Колин Бингхем (англ. Colin Bingham), Макс Приск (англ. Max Prisk), Джон Александер (англ. John Alexander), Пол Макгиох, Алан Ревелл (англ. Alan Revell), Алан Окли, Питер Фрай (англ. Peter Fray).

## История
Трое сотрудников ныне не существующей Sydney Gazette: Уорд Стивенс (англ. Ward Stephens), Фредерик Стокс (англ. Frederick Stokes) и Уильям Макгарви в 1831 году основали газету The Sydney Herald. Четырёхстраничный еженедельник выпускался тиражом 750 экземпляров. В 1840 году газета стала публиковаться ежедневно. В 1841 году англичанин Джон Фэрфакс выкупил газету и в следующем году переименовал её в The Sydney Morning Herald. Фэрфакс, семейный бизнес которого контролировал газету на протяжении около 150 лет, определил редакционную политику 

на принципах искренности, честности и чести. Мы не имеем ни малейшего желания ввести в заблуждение, не имеем никакого интереса в удовлетворении [читателей] путём беспощадного злословия или неизбирательного одобрения.Оригинальный текст (англ.)upon principles of candour, honesty and honour. We have no wish to mislead; no interest to gratify by unsparing abuse or indiscriminate approbation.
The Sydney Morning Herald начала печатать новости вместо анонсов на главной странице с 15 апреля 1944 года, позже многих других газет. Из столичных газет Австралии только The West Australian сделала это позже. В 1949 году было запущено воскресное издание, The Sunday Herald. Через четыре года, в 1953 году, The Sunday Herald был объединён с приобретённым еженедельником Sun. Объединённое издание, The Sun-Herald, публикуется по сей день.
В 1995 году компания запустила новостной веб-сайт smh.com.au. Интерактивные и мультимедийные возможности сайта позволили выйти за рамки контента печатного издания. Примерно в это же время компания переехала с Джонс-стрит (англ. Jones Street) в новый офис в Дарлинг-парк (англ. Darling Park) и построила новый печатный станок в Чуллоре. C тех пор редакция The Sydney Morning Herald переехала ещё раз, вместе с другими подразделениями Sydney Fairfax в здание на полуострове Дарлинг.
В мае 2007 года компания Fairfax Media объявила, что, следуя примеру The Times, газеты The Sydney Morning Herald и The Age перейдут с большого формата broadsheet на меньший формат compact или таблоид. Затем, в том же 2007 году, Fairfax Media отказалась от этих планов. Тем не менее, в июне 2012 года Fairfax Media снова заявила о намерениях выпускать обе газеты в формате таблоида с марта 2013 года. Fairfax также объявила о своём намерении сократить число сотрудников компании на 1900 человек в течение трёх лет и ввести платный доступ на веб-сайты газет. Планировалось использовать модель подписки Freemium, с ограничением доступа по количеству бесплатных статей, доступных для прочтения за месяц, с оплатой для дальнейшего доступа. Этот анонс был частью общей стратегии «digital first» (рус. сначала цифра) по увеличению доли цифрового контента или онлайна над печатной продукцией, увеличения редакционного материала, а также с целью удовлетворения пожелания руководства компании о «полной интеграции изданий в онлайне, печатных изданий и изданий на мобильных устройствах».
В июле 2013 года директор новостного блока, Даррен Гудсир (англ. Darren Goodsir), сменил на посту главного редактора газеты, Шона Эйлмера (англ. Sean Aylmer).
22 февраля 2014 года вышел последний субботний выпуск газеты в большом формате broadsheet. С 1 марта 2014 года он стал публиковаться в компактном формате.

## Политическая точка зрения
The Sydney Morning Herald поддерживала австралийскую лейбористскую партию трижды: на парламентских выборах 1961 года, парламентских выборах 1984 года, и на выборах в штатах в 2003 году.
В ходе избирательной кампании 2004 года в газете появилось сообщение о том, что The Sydney Morning Herald «больше не поддерживала бы ни одну партию в ходе избирательной кампании». Политические взгляды газеты могли быть пересмотрены, чтобы: 

по настоящему ужасное правительство любого цвета, например, не было бы переоценено.Оригинальный текст (англ.)A truly awful government of any colour, for example, would bring reappraisal.— 
После этого The Sydney Morning Herald поддержала консервативную коалицию на выборах в Новом Южном Уэльсе в 2007 году, и поддержала лейбористов на парламентских выборах 2007 года и 2010 года.
В XXI веке газета участвовала в организации политических кампаний, в том числе «Кампании за Сидней» (планирование и транспорт) и «Час Земли» (окружающая среда).

## Известные авторы
- Энн Дэвис[англ.]
- Питер Фитцсаймонс[англ.]
- Росс Гиттинс[англ.]
- Питер Хартчер[англ.]
- Герард Хендерсон[англ.]
- Адель Хорин[англ.]
- Гарольд Киппакс[англ.]
- Рой Мастерс[англ.]
- Пол Шиэн[англ.]
- Майк Карлтон

## Собственность
Основная статья: Fairfax Media
Fairfax стала открытым акционерным обществом в 1957 году и расширялась за счёт приобретения долей в журналах, радио- и телевизионных компаниях. Акции компании резко упали 11 декабря 1990 года, когда Уорик Фэрфакс, прапраправнук Джона Фэрфакса попытался приватизировать группу компаний, взяв кредит в 1,8 млрд долларов. Группа компаний была выкуплена Конрадом Блэком. В 1992 году акции компании были повторно зарегистрированы на бирже. В 2006 году Fairfax объявила о слиянии с Rural Press, в которой одним из ведущих сотрудников был член семьи Фэрфакс, Джон Б. Фэрфакс (англ. John B. Fairfax).

## Контент

### Column 8
Column 8 (рус. Восьмая колонка) — короткая колонка, в которой читатели Sydney Morning Herald делятся своими наблюдениями и комментариями. Впервые была опубликована 11 января 1947 года. Своё название колонка получила ввиду того, что первоначально она размещалась на последней (8-й) колонке титульной страницы газеты, выпускавшейся в большом формате broadsheet. Во время подготовки к летним олимпийским играм в Сиднее в 2000 году титульная страница газеты претерпела изменения в дизайне, и с 31 июля 2000 года восьмая колонка переместилась на вторую страницу газеты.
В колонке обсуждаются, как правило, различные интересные наблюдения, странности, каламбуры, городские вывески, написанные на ломаном английском, а также более или менее эзотерические темы.
Колонку иногда в шутку называют Granny (рус. бабушка), в честь вымышленной пожилой женщины, которая якобы редактировала эту колонку. Логотип с бабушкой использовался в колонке в течение первых 20 лет и иногда появлялся в специальной ретроспективе. Логотип был карикатурой на Сидни Димер, автора колонки, бывшего её редактором на протяжении 14 лет.
На протяжении 15 лет редактором колонки был Джордж Ричардс (англ. George Richards), который ушёл в отставку 31 января 2004 года. Другими редакторами колонки, кроме Димера и Ричардса были Дункан Томпсон (англ. Duncan Thompson), Билл Фиттер (англ. Bill Fitter), Кол Аллисон (англ. Col Allison), Джим Каннингем (англ. Jim Cunningham), а также Питер Бауерс и Ленор Никлин (англ. Lenore Nicklin). По состоянию на начало марта 2014 года редактором колонки был Пат Шейл (англ. Pat Sheil).

### Opinion
Opinion (рус. Мнение) — регулярная рубрика ежедневника, содержащая комментарии по широкому спектру проблем. В основном рассматриваются текущие политические, правовые и культурные проблемы. В рубрике работают постоянные колумнисты, в том числе Филлип Кури (англ. Phillip Coorey), Пол Шиэн (англ. Paul Sheehan) и Ричард Окленд (англ. Richard Ackland). Иногда публикуются читательские работы.

### Good Weekend
Good Weekend (рус. Хороший уикенд) — журнал-приложение к субботнему номеру The Sydney Morning Herald и The Age. В нём содержится в среднем четыре полные статьи, написанные постоянными авторами и их коллегами из-за рубежа, а также рубрики о еде, вине и моде. В коллектив авторов входят Джанет Хоули (англ. Janet Hawley), Аманда Хотон (англ. Amanda Hooton) и Грег Бирап. Кроме того, в журнале есть такие рубрики, как «Modern Guru» (с англ. — «Современный гуру»), в которой юмористы (Денни Кац) отвечают на злободневные вопросы читателей; судоку; «The Two Of Us» (с англ. — «Двое из нас»), в которой публикуются интервью с парой близких друзей, родственников или коллег.
Редактором приложения Good Weekend является Бен Напарстек (англ. Ben Naparstek). Ранее редакторами журнала были Джудит Уэлан (англ. Judith Whelan) и Фенелла Сутер (англ. Fenella Souter).

## Оцифровка
Газета была частично оцифрована в рамках программы по оцифровке австралийских газет (ANDP) национальной библиотеки Австралии.